# Yanahuara (distrito)
O Distrito peruano de Yanahuara é um dos vinte e nove distritos que formam a Província de Arequipa, situada no Departamento de Arequipa, pertencente a Região Arequipa, Peru.

## Transporte
O distrito de Yanahuara é servido pela seguinte rodovia:
- AR-117, que liga o distrito de Polobaya à cidade de Paucarpata